# 格利澤436b
格利泽436b（/ˈɡliːzə/）是一個環繞格利泽436的系外氣體巨行星，其大小與海王星差不多。由於離母恆星非常的近，故其表面溫度很高，達712 K（439 °C）。有趣的是，雖然格利泽436b的表面溫度極高，但是其內部氣壓非常大，因此其表面上的水蒸氣會凝結成冰或水。

## 發現
格利澤436b是於2004年8月被華盛頓卡內基研究所的R·保羅·巴特勒和加州大學的史蒂文·沃格特發現，他們是使用徑向速度測量法發現這顆行星的。同時，他們亦發現了巨蟹座55e。這兩顆行星是首批被發現的系外類海王星行星，即冰巨星。
於2005年1月11日，新墨西哥州立大學的自動巡天系統透過凌日法發現了這顆行星，但這個發現沒有受到重視。於2007年，吉隆帶領著一個觀察了行星凌日的團隊，並透過再次測量凌日，計算出其精確的質量和半徑數據，並發現這顆行星與海王星非常相似。在當時，格利泽436b成為了透過凌日法發現的體積最小的行星。這顆行星的直徑比天王星長約4000公里，比海王星長約5000公里，且質量稍比海王星高。其半長軸長4,000,000公里，比水星的半長軸短15倍。

## 物理特性

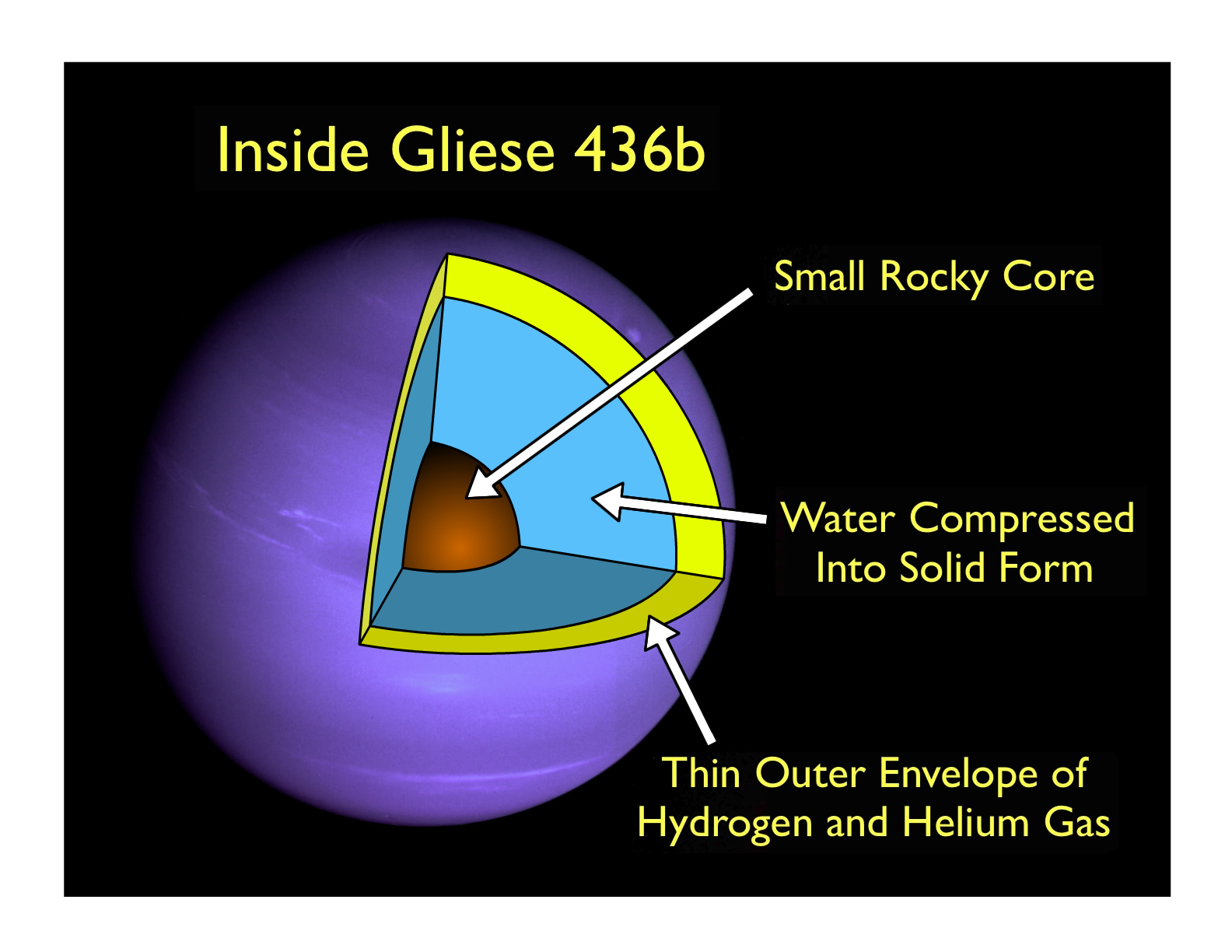
格利澤436b的預測內部結構

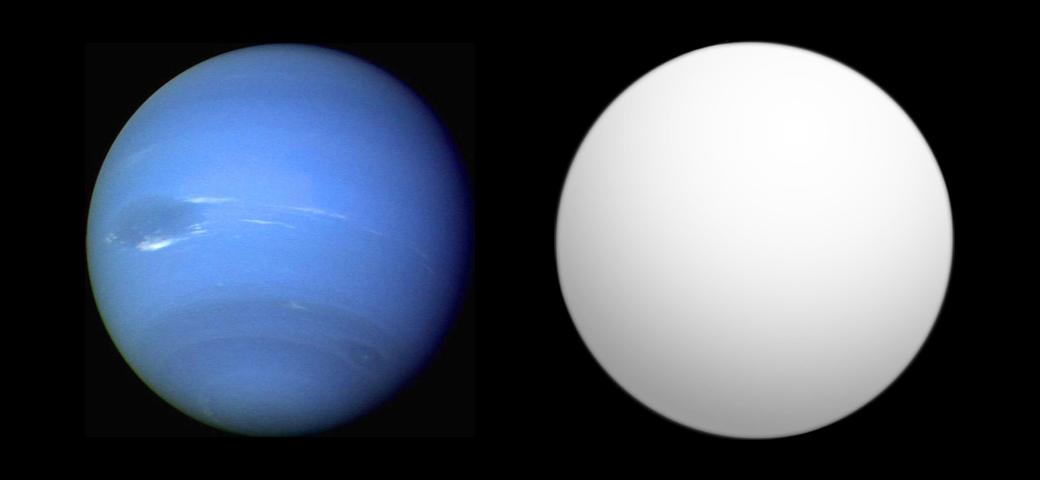
格利澤436b（右）與海王星（左）的大小比較

因為與母星的距離過於接近，格利澤436b的表面溫度被母星加熱至712 K（439 °C），因此是一個熱海王星。天文學家相信如此高溫並不可能僅僅被恆星輻射加熱就可達到，而是加上潮汐效應才達到的。而且，溫室效應亦會導致溫度升高，如金星。
儘管其表面溫度極高，但冰仍能存在於這顆行星上。這些「冰」是因為高壓壓縮而成，而這是因行星本身的強引力所致。這顆行星很可能在距離母星更遠的地方形成，並且原本是一個類木行星，但後來逐漸接近母星後，其表面厚厚的氫氣大氣被日冕物质抛射吹走，才變成現今的模樣。
然而，隨著其半徑逐漸為人所理解，冰便不足以構成整顆行星。在冰上，浮著佔總質量10%的氫氣和氦氣。這顆行星也可能是一個超級地球。
天文學家使用史匹哲太空望遠鏡測量格利澤436b的亮度溫度，並發現這顆行星的大氣可能存在熱化學不平衡。他們得出這顆行星的大氣含有豐富的一氧化碳，並缺乏甲烷。這個結果是出乎意料的，因為天文學家們認為其甲烷濃度應比一氧化碳高。

## 軌道特徵
格利澤436b的軌道半長軸為0.0291±0.0004 AU，軌道周期為2天15.5小時。其軌道與母星的自轉亦呈錯位狀態。這顆行星的軌道離心率亦可能被高估，但要準確測量一個行星的軌道離心率，就必須有另一個行星的存在。於2012年，天文學家們在同一個行星系中又發現了兩個未被證實的行星。